# Церква Святого Архангела Михаїла (Велланд)

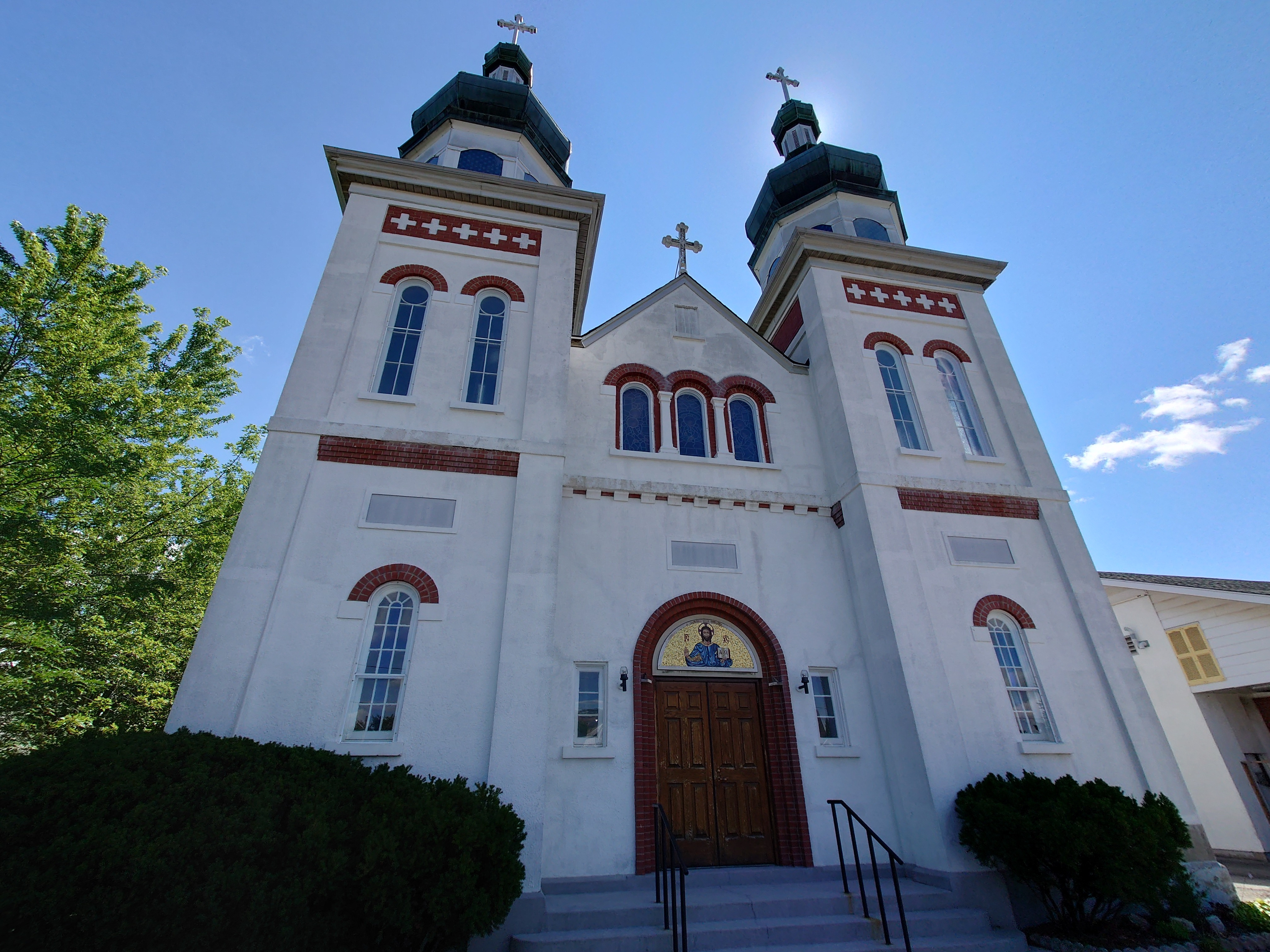
Церква Святого Архангела Михаїла, Велланд

Украї́нська католи́цька це́рква Свято́го Арха́нгела Михаї́ла (St. Michael the Archangel Ukrainian Catholic Church) — українська греко-католицька церква у місті Велланд, Онтаріо, Канада.
Відноситься до Ніагарського деканату Української католицької єпархії Торонто й Східної Канади.

## Історія
У 1924 році декілька родин відокремилося від попередньої української греко-католицької парафії Святої Трійці, утворивши нову греко-католицьку церкву у місті Велланд. Того ж року було зведено перший деревяний храм Святого Архангела Михаїла під керівництвом отця Нестора Дрогомецького (Nestor Drohomietsky). Ділянку під церкву пожертвував Лук'ян Мороз (Lucian Moroz). Нову церкву назвали, нібито, на честь церкви Святого Архистратига Михаїла у селі Цінева, Івано-Франківська область, звідки походило кілька родин-засновників парафії.
У 1927 році поруч із церквою було встановлено дзвін, що його пожертвували Лук'ян і Олена Мороз. (У 2001 році цей дзвін було реставровано їхніми нащадками.)
У 1940—1947 роках священником парафії був отець Ісидор Борецький.
У 1956 році первісний деревяний храм пересунули на південну частину ділянки, а на його місці звели муровану церкву під керівництвом отців Олейника та Джулинського. 11 листопада 1956 року церкву освятив на той час уже єпископ Ісидор Борецький.
У 1965 році деревяний храм було розібрано щоб збудувати на його місці парафіяльний центр, відкритий у 1967 році. У 1977 році будівлю було пошкоджено пожежею, і її довелося перебудувати.
Фрески у церкві були виконані Теодором Куфосом у ранніх 1980-х.

## Архітектурні особливості
Фасад церкви фланкують дві квадратові в плані вежі. Фасад дворівневий, а вежі — трирівневі. Вежі вкриті грушеподібними банями характерними для козацького бароко. 
На фасаді над входом на другому рівні — трифора. Фасад між вежами завершений щипцем із неглибокою прямокутною нішею. На верхівці щипця встановлено хрест.

## Галерея

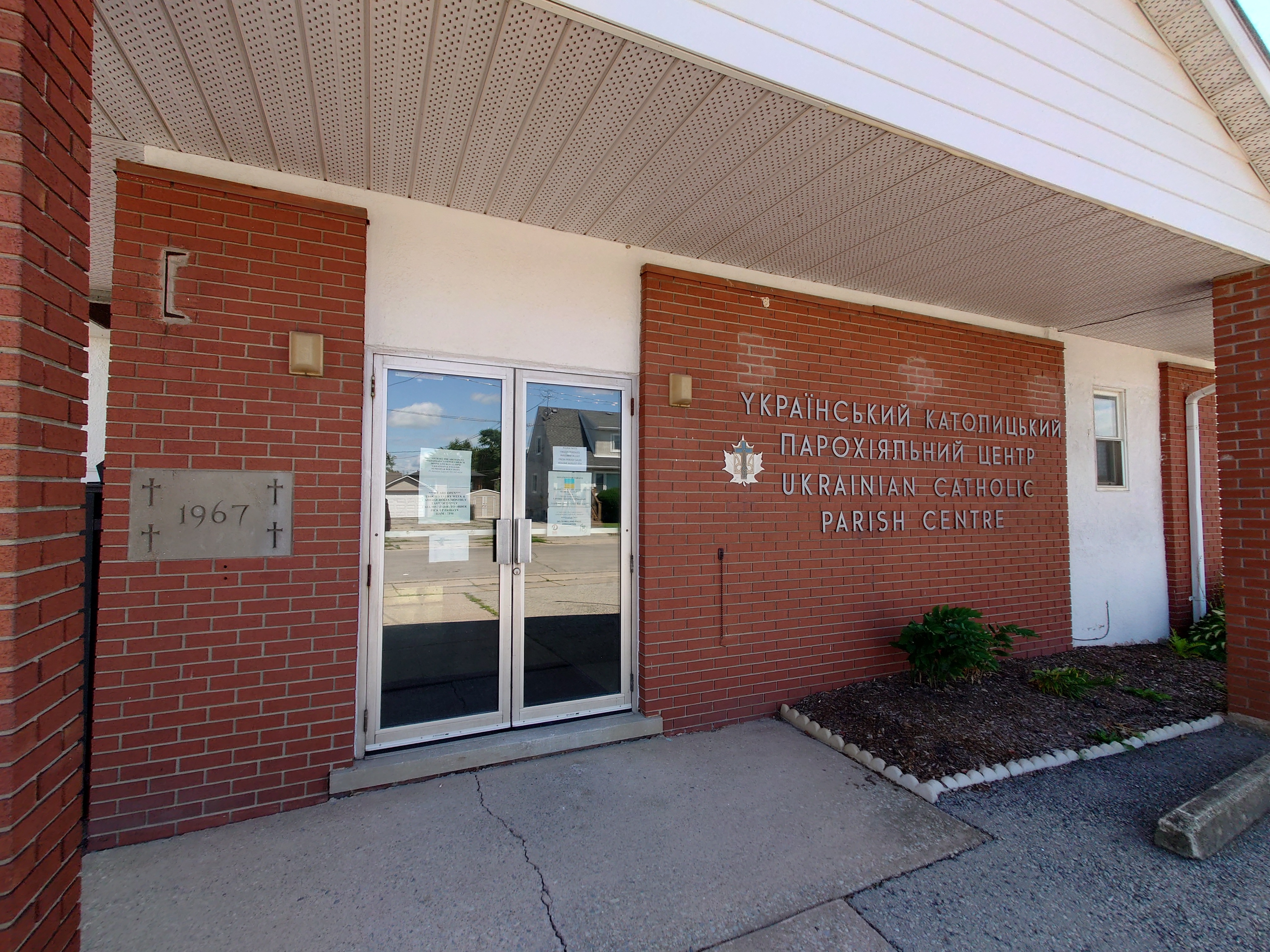
Парафіяльний центр
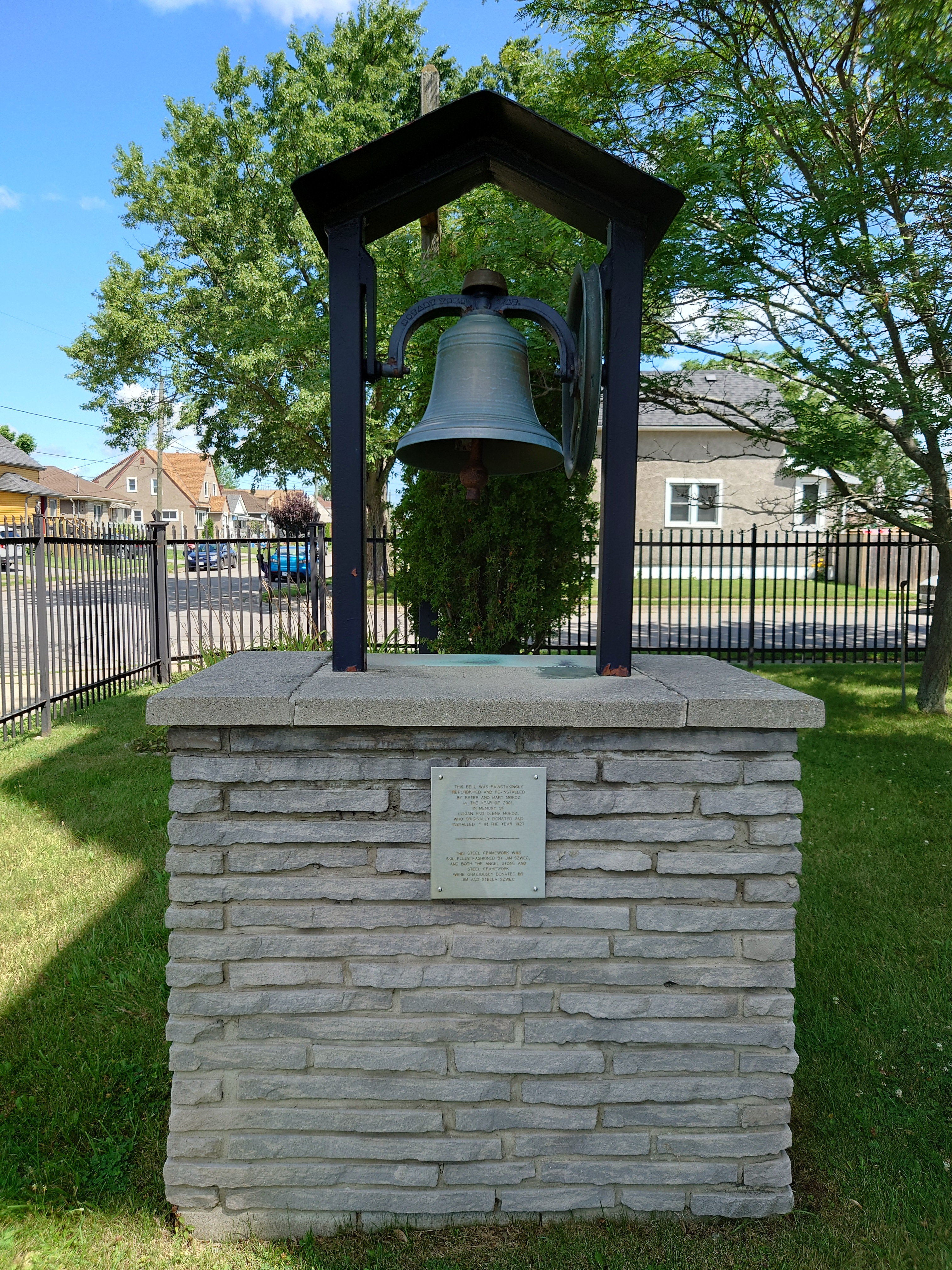
Церковний дзвін
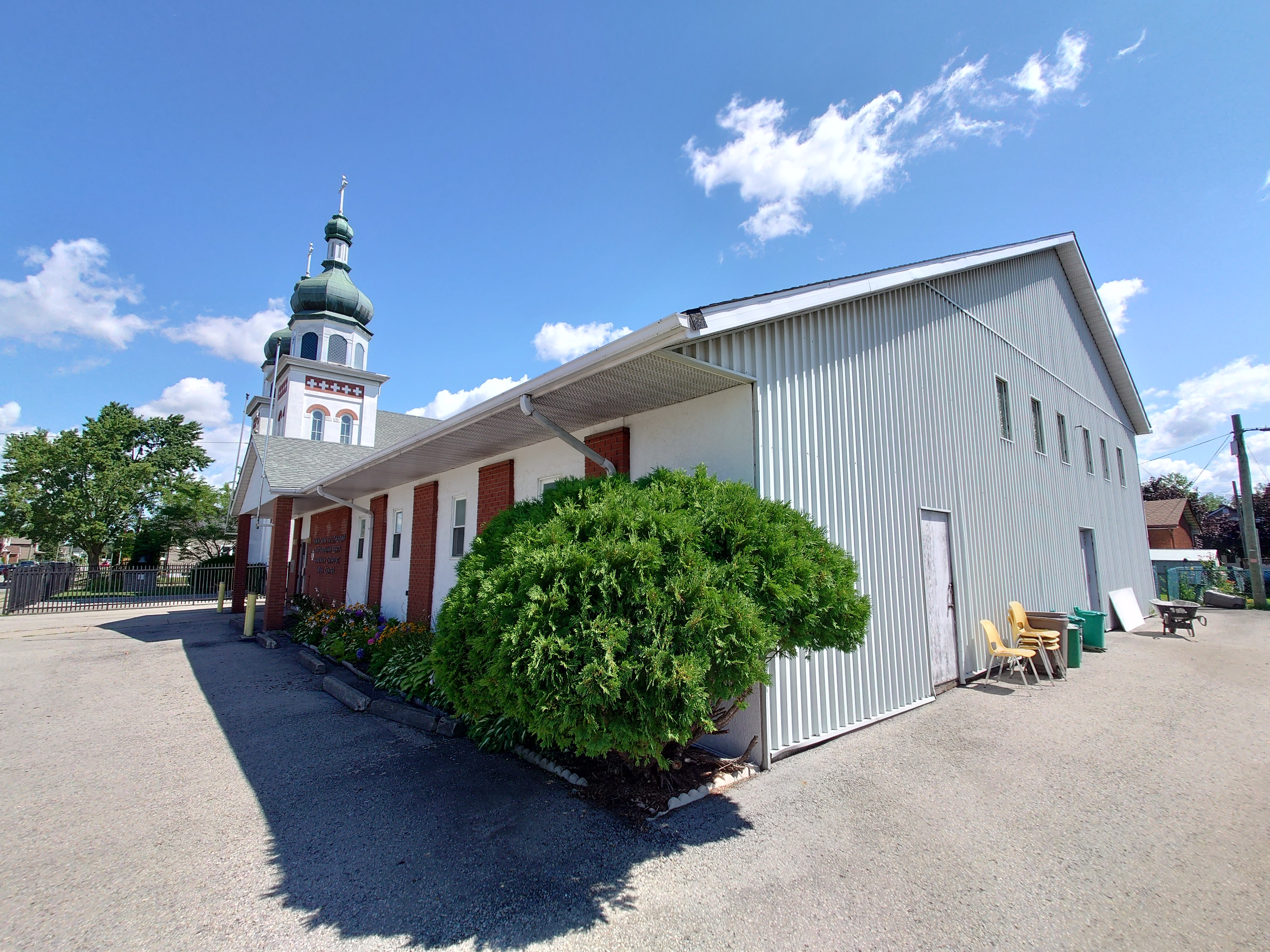
Церква та парохіяльний центр